# Васильев, Иван Михайлович (триатлонист)
Ива́н Миха́йлович Васи́льев (род. 7 сентября 1984, Кострома) — российский триатлонист, тренер. Участник летних Олимпийских Игр 2012. Многократный победитель и призёр международных соревнований по триатлону, многократный победитель и призёр чемпионатов России по триатлону. Заслуженный мастер спорта (ЗМС).

## Биография
Иван Михайлович Васильев родился в Костроме 7 сентября 1984 года в семье врачей и спортсменов. Мама Васильева — Ольга Владимировна — мастер спорта по плаванию, врач по образованию, отец — Васильев Михаил Александрович занимался морским многоборьем. В настоящее время оба тренеры в городе Рыбинск.
С 2,5 лет Васильев переезжает в город Рыбинск, где и провел своё детство.
С 4 лет Васильев учится плавать, с 5 лет тренируется в спортивной группе под руководством тренера Камбулова Германа Владимировича. С 7 лет работает с тренером Шибаевой Татьяной Михайловной. Именно она и привила Васильеву любовь к тренировкам, несмотря на небольшие объёмы тренировок — шесть раз в неделю. Под руководством Шибаевой Васильев выполнил норматив 1ВР 1500 м кр −18,44 мин.
С 8 класса школы тренировался под руководством Шор Валентины Эрастовны и Игнатьева Геннадия Михайловича.
С 11 лет (1995 года) принимает участие в первых соревнованиях по триатлону.
В начале 9 класса Васильев переходит на подготовку к новым тренерам. Буквально через 2 месяца на первых соревнованиях областного чемпионата он выполняет норматив КМС на дистанции 1500 м кролем с результатом 17,27 мин.
Зимой Васильев плавал и участвовал в соревнованиях по плаванию, летом готовился к триатлону и периодически выступал в морском многоборье. В триатлоне перспектив было намного больше, как считал Васильев, так как зависит все только от самого спортсмена.
Уже с первых выступлений он в основном выигрывал соревнования в своём возрасте, что не могло не мотивировать тренировать к постановке более высоких целей. Соревнования в тот момент проходили в основном в Москве — это были первенство Москвы, первенство России, зимние чемпионаты. Зимние соревнования проходили на велотреке, а летние в спорткомплексе Лужники. На одном из таких летних первенств Васильеву удалось пройти отборочные туры на первенство Европы.

## Спортивная карьера
В 2000 году впервые в истории российского триатлона в составе команды Мещеряков В., Ласточкин В. и Васильев И. завоевывают золотые медали.
В 2001 году повторяют успех и второй раз выигрывают первенство Европы в Польше в составе команды Полянский Е., Мещеряков В., Васильев И.
В 2001 году переезжает в Москву в УОР N2 и входит в составе сборной команды России под руководством тренеров Фетисова А. Е. и Буткова Д. А.. Перед отъездом на свои первые сборы (на Кипр г. Лимасол) соревнования по плаванию — зональное первенство России в Липецке, на которых Иван выполнил норматив мастер спорта России по плаванию (дистанция 1500 м кр время 16,04 (короткая вода)).
Первенства мира и Европы среди юниоров Васильеву не очень удавались, несмотря на хорошую физическую форму (все время что-то происходило). Он выиграл золото среди юниоров в командной гонке чемпионата Европы в составе Голдовский К. Тутукин И. Полянский Е. Мещеряков В. Васильев И.)
2003 год явился одним из основополагающих в карьере Ивана Васильева. В этом году он не только вышел на высокие результаты и места на чемпионате Мира, но и выработал основы методики тренировки для подготовки к олимпийскому триатлону. Иван считает своим первым достойным триатлоном — ЭКА Боровое 2003 год, 2 место (1 место Дмитрий Гааг).
2004 и 2005 годы переезд во Францию выступление за французский клуб Les Sables De Olonne. 2005 год — первая спортивная травма, операция и возвращение в Россию.
2006 год попытки вернуться к прежним результатам. 2007 год возвращения в большой спорт.
С 2008 года начал карьеру тренера. В период с 2008 по 2014 год подготовил призёров кубков мира Париенко А., Васильева Д., Елистратову Ю. А., также призёров чемпионата России и первенства России Турбаевского В, Васильева Д., Васильева Вячеслава, Есаулова Д., победителей кубков мира на длинных дистанциях Ярошенко Н., Ростягаева Д. В настоящее время тренирует Васильева Д., Васильева В., Есаулова Д., Терехова Р.
В 2012 году Иван Васильев, занимающий 6-е место в мировом рейтинге, на Олимпиаде в Лондоне занял 13-е место.
В 2012 году на чемпионате Европы по триатлону в Эйлате Васильев завоёвывает бронзу.
В 2013 стал победителем чемпионата Европы в Аланье, Турция.
На протяжении взрослой спортивной карьеры принимает участие в международных соревнованиях по триатлону на длительных дистанциях.
Иван считает, что вкус к триатлону в России только пробуждается и уверен, что российские спортсмены имеют все шансы стать лучшими.
На вопрос какой вид из трёх (плавательный, веллогоночный, беговой) в триатлоне ему нравится больше, Иван ответил: «Все три вида спорта в триатлоне доставляют удовольствие в разной степени. Выделить один не могу. Я люблю триатлон.»
Живёт в Ярославле, входит в состав сборной команды России по триатлону. С осени 2016 является старшим тренером сборной России.
Является одним из самых титулованных триатлонистов в России в настоящее время.

## Основные спортивные достижения
| Год  | Место | Соревнование                                 | Страна     |
| ---- | ----- | -------------------------------------------- | ---------- |
| 2000 | 1     | Первенство Европы, Unior Men Relay           | Венгрия    |
| 2001 | 1     | Первенство Европы, Unior Men Relay           | Польша     |
| 2003 | 1     | Первенство Европы, Unior Men, Team Race      | Чехия      |
| 2003 | 2     | Этап Кубка Мира , Elite Men                  | Бразилия   |
| 2003 | 2     | Этап Кубка Азии, Elite Men                   | Казахстан  |
| 2004 | 1     | Чемпионат России                             | Россия     |
| 2004 | 4     | Кубок Мира, Elite Men                        | Венгрия    |
| 2004 | 4     | Кубок Мира , Elite Men                       | Испания    |
| 2005 | 1     | Чемпионат России                             | Россия     |
| 2005 | 3     | Первенство Европы, U23 Men                   | Болгария   |
| 2005 | 1     | Первенство Европы, U23 Men, Team Race        | Венгрия    |
| 2006 | 2     | Чемпионат России                             | Россия     |
| 2006 | 4     | Первенство Европы , U23 Men                  | Хорватия   |
| 2006 | 3     | Первенство Европы , U23 Men, Team Race       | Хорватия   |
| 2006 | 4     | Первенство Мира, U23 Men                     | Швейцария  |
| 2006 | 4     | Чемпионат Европы, U23 Men Relay              | Франция    |
| 2007 | 2     | Чемпионат России                             | Россия     |
| 2007 | 3     | Первенство Мира, U23 Men                     | Германия   |
| 2007 | 3     | Чемпионат Европы, Elite Men, Team Race       | Дания      |
| 2007 | 4     | Этап Кубка Европы, Elite Men                 | Турция     |
| 2008 | 3     | Этап Кубка Европы, Elite Men                 | Япония     |
| 2008 | 2     | Этап Кубка Мира, Elite Men                   | Испания    |
| 2008 | 4     | Этап Кубка Мира, Elite Men                   | Германия   |
| 2008 | 2     | Этап Кубка Европы Чемпионата Мира, Elite Men | Турция     |
| 2009 | 2     | Этап Кубка Мира, Elite Men                   | Япония     |
| 2009 | 2     | Чемпионат Европы, Elite Men, Team Race       | Нидерланды |
| 2011 | 3     | Этап Кубка Европы , Elite Men                | Турция     |
| 2011 | 1     | Этап Кубка Азии, Elite Men                   | Китай      |
| 2012 | 3     | Чемпионат Европы, Elite Men                  | Израиль    |
| 2012 | 4     | Этап Мировой Серии, Elite Men                | Испания    |
| 2012 | 1     | Этап Кубка Европы, Elite Men                 | Турция     |
| 2012 | 4     | Этап Кубка Азии, Elite Men                   | Китай      |
| 2013 | 1     | Чемпионат Европы, Mixed Race                 | Израиль    |
| 2013 | 3     | Этап Мировой Серии, Elite Men                | Испания    |
| 2013 | 1     | Чемпионат Европы, Elite Men                  | Турция     |

## Семья
Женат, воспитывает четырех дочерей и сына.